# 巴尔德佩尼亚斯德海恩
巴尔德佩尼亚斯德海恩，是西班牙安达卢西亚自治区哈恩省的一个市镇。总面积184平方公里，总人口4375人（2001年），人口密度24人/平方公里。